# Formel 1-VM 1955
Formel 1-VM 1955 hade sju deltävlingar som kördes under perioden 16 januari-11 september. Här ingick Indianapolis 500-loppet 1955 som en av deltävlingarna. Förarmästerskapet vanns av argentinaren Juan Manuel Fangio i Mercedes-Benz.

## Vinnare
- Förare:  Juan Manuel Fangio, Argentina, Mercedes-Benz
- Konstruktör: Officiellt mästerskap började först 1958.

## Grand Prix 1955
| Grand Prix                 | Datum        | Bana              | Vinnande förare! Vinnande stall | Vinnande tillverkare |                          |   |
| -------------------------- | ------------ | ----------------- | ------------------------------- | -------------------- | ------------------------ | - |
| Argentinas Grand Prix      | 16 januari   | Buenos Aires      | Juan Manuel Fangio              | Mercedes-Benz        |                          | * |
| Monacos Grand Prix         | 22 maj       | Monte Carlo       | Maurice Trintignant             | Ferrari              |                          | * |
| Indianapolis Grand Prix    | 30 maj       | Indianapolis      | Bob Sweikert                    | John Zink            | Kurtis Kraft-Offenhauser | * |
| Belgiens Grand Prix        | 5 juni       | Spa-Francorchamps | Juan Manuel Fangio              | Mercedes-Benz        |                          | * |
| Nederländernas Grand Prix  | 19 juni      | Zandvoort         | Juan Manuel Fangio              | Mercedes-Benz        |                          | * |
| Storbritanniens Grand Prix | 16 juli      | Aintree           | Stirling Moss                   | Mercedes-Benz        |                          | * |
| Italiens Grand Prix        | 11 september | Monza             | Juan Manuel Fangio              | Mercedes-Benz        |                          | * |

## Grand Prix utanför VM 1955
| Grand Prix /Race            | Datum        | Bana           | Vinnande förare! Vinnande stall | Vinnande tillverkare |                |
| --------------------------- | ------------ | -------------- | ------------------------------- | -------------------- | -------------- |
| Buenos Aires Grand Prix     | 31 januari   | Buenos Aires   | Juan Manuel Fangio              | Mercedes-Benz        |                |
| Valentinos Grand Prix       | 27 mars      | Turin          | Alberto Ascari                  | Lancia               |                |
| Glover Trophy               | 11 april     | Goodwood       | Roy Salvadori                   | Gilby Engineering    | Maserati       |
| Paus Grand Prix             | 11 april     | Pau            | Jean Behra                      | Maserati             |                |
| Bordeaux' Grand Prix        | 24 april     | Bordeaux       | Jean Behra                      | Maserati             |                |
| International Trophy        | 7 maj        | Silverstone    | Peter Collins                   | BRM                  | Maserati       |
| Neapels Grand Prix          | 8 maj        | Posillipo      | Alberto Ascari                  | Lancia               |                |
| Albis Grand Prix            | 29 maj       | Albi           | André Simon                     | Ecurie Rosier        | Maserati       |
| Curtis Trophy               | 29 maj       | Snetterton     | Roy Salvadori                   | Gilby Engineering    | Maserati       |
| Cornwall MRC Formula 1 Race | 30 maj       | Davidstow      | Leslie Marr                     | Leslie Marr          | Connaught-Alta |
| London Trophy               | 30 juli      | Crystal Palace | Mike Hawthorn                   | Moss                 | Maserati       |
| Daily Record Trophy         | 6 augusti    | Charterhall    | Bob Gerard                      | Moss                 | Maserati       |
| Redex Trophy                | 13 augusti   | Snetterton     | Harry Schell                    | Vanwall              |                |
| Daily Telegraph Trophy      | 3 september  | Aintree        | Roy Salvadori                   | Gilby Engineering    | Maserati       |
| International Gold Cup      | 24 september | Oulton Park    | Stirling Moss                   | Maserati             |                |
| Avon Trophy                 | 1 oktober    | Castel Combe   | Harry Schell                    | Vanwall              |                |
| Syrakusas Grand Prix        | 23 oktober   | Syrakusa       | Tony Brooks                     | Connaught            | Connaught-Alta |

## Stall, nummer och förare 1955
| Stall/Tillverkare                                  | Nummer                            | Förare                            |
| -------------------------------------------------- | --------------------------------- | --------------------------------- |
| A E Dean (Kuzma-Offenhauser)                       | 1                                 | Jimmy Bryan, USA                  |
| Alberto Uria (Maserati)                            | 30                                | Alberto Uria, Uruguay             |
| Arzani-Volpini-Speluzzi                            | 46                                | Luigi Piotti, Italien             |
| BRM (Maserati)                                     | 42                                | Peter Collins, Storbritannien     |
| Bob Estes (Phillips-Offenhauser)                   | 12                                | Don Freeland, USA                 |
| Carl L Anderson (Kurtis Kraft-Offenhauser)         | 16                                | Johnnie Parsons, USA              |
| Cars Inc (Kurtis Kraft-Offenhauser)                | 8                                 | Sam Hanks, USA                    |
| Chapman S Root (Kurtis Kraft-Offenhauser)          | 39                                | Johnny Boyd, USA                  |
| Chapman S Root (Kurtis Kraft-Offenhauser)          | 48                                | Jimmy Daywalt, USA                |
| Connaught-Alta                                     | 32                                | Kenneth McAlpine, Storbritannien  |
| Connaught-Alta                                     | 34                                | Jack Fairman, Storbritannien      |
| Cooper-Bristol                                     | 40                                | Jack Brabham, Australien          |
| E R Casale (Kuzma-Offenhauser)                     | 27                                | Rodger Ward, USA                  |
| ENB (Ferrari)                                      | 30                                | Johnny Claes, Belgien             |
| Ecurie Rosier (Maserati)                           | 14, 28                            | Louis Rosier, Frankrike           |
| Emmett J Malloy (Pankratz-Offenhauser)             | 5                                 | Jimmy Reece, USA                  |
| Federal Auto Associates (Kurtis Kraft-Offenhauser) | 14                                | Fred Agabashian, USA              |
| Federal Auto Associates (Kurtis Kraft-Offenhauser) | 41                                | Chuck Weyant, USA                 |
| Ferrari                                            | 2, 6, 16                          | Mike Hawthorn, Storbritannien     |
| Ferrari                                            | 2, 10, 12, 42                     | Nino Farina, Italien              |
| Ferrari                                            | 4, 6, 16, 20                      | Eugenio Castellotti, Italien      |
| Ferrari                                            | 4, 8, 10, 12, 14, 18, 44          | Maurice Trintignant, Frankrike    |
| Ferrari                                            | 4, 46                             | Harry Schell, USA                 |
| Ferrari                                            | 6, 48                             | Paul Frère, Belgien               |
| Ferrari                                            | 8, 48                             | Piero Taruffi, Italien            |
| Ferrari                                            | 10                                | Luigi Villoresi, Italien          |
| Ferrari                                            | 10, 12                            | Umberto Maglioli, Italien         |
| Ferrari                                            | 12                                | José Froilán González, Argentina  |
| Gilby Engineering (Maserati)                       | 44                                | Roy Salvadori, Storbritannien     |
| Gordini                                            | 8, 20, 22                         | Robert Manzon, Frankrike          |
| Gordini                                            | 10, 24, 26                        | Jacques Pollet, Frankrike         |
| Gordini                                            | 12, 38                            | Élie Bayol, Frankrike             |
| Gordini                                            | 22, 24                            | Hermano da Silva Ramos, Brasilien |
| Gordini                                            | 24                                | Jean Lucas, Frankrike             |
| Gordini                                            | 26                                | Mike Sparken, Frankrike           |
| Gordini                                            | 40                                | Pablo Birger, Argentina           |
| Gordini                                            | 42                                | Jésus Iglesias, Argentina         |
| Gould's Garage (Maserati)                          | 32, 48                            | Horace Gould, Storbritannien      |
| H A Chapman (Kurtis Kraft-Offenhauser)             | 10                                | Tony Bettenhausen, USA            |
| H A Chapman (Kurtis Kraft-Offenhauser)             | 10                                | Paul Russo, USA                   |
| Harry Dunn (Kurtis Kraft-Offenhauser)              | 89                                | Pat Flaherty, USA                 |
| J C Agajanian (Kuzma-Offenhauser)                  | 98                                | Duane Carter, USA                 |
| Jack B Hinkle (Kurtis Kraft-Offenhauser)           | 3                                 | Jack McGrath, USA                 |
| Jim Robbins (Stevens-Offenhauser)                  | 23                                | Jerry Hoyt, USA                   |
| John L McDaniel (Schroeder-Offenhauser)            | 31                                | Keith Andrews, USA                |
| John Zink (Kurtis Kraft-Offenhauser)               | 6                                 | Bob Sweikert, USA                 |
| Joseph Massaglia Jr (Kurtis Kraft-Offenhauser)     | 19                                | Andy Linden, USA                  |
| Kalamazoo Sports Inc (Trevis-Offenhauser)          | 83                                | Eddie Johnson, USA                |
| Lancia                                             | 26, 32                            | Alberto Ascari, Italien           |
| Lancia                                             | 28, 34, 36                        | Luigi Villoresi, Italien          |
| Lancia                                             | 30, 36                            | Eugenio Castellotti, Italien      |
| Lancia                                             | 32                                | Louis Chiron, Monaco              |
| Leslie Marr (Connaught-Alta)                       | 38                                | Leslie Marr, Storbritannien       |
| Lindsey Hopkins (Kurtis Kraft-Offenhauser)         | 4                                 | Bill Vukovich, USA                |
| M Pete Wales (Kurtis Kraft-Offenhauser)            | 68                                | Ed Elisian, USA                   |
| Maserati                                           | 2, 14, 16, 20, 24, 28, 34, 36, 40 | Jean Behra, Frankrike             |
| Maserati                                           | 4, 18, 20, 22, 30, 38             | Luigi Musso, Italien              |
| Maserati                                           | 6, 16, 18, 24, 28, 36             | Roberto Mières, Argentina         |
| Maserati                                           | 8                                 | André Simon, Frankrike            |
| Maserati                                           | 20, 22                            | Sergio Mantovani, Italien         |
| Maserati                                           | 22, 26, 28                        | Harry Schell, USA                 |
| Maserati                                           | 24, 26, 34                        | Carlos Menditéguy, Argentina      |
| Maserati                                           | 26                                | Clemar Bucci, Argentina           |
| Maserati                                           | 26, 34, 40                        | Cesare Perdisa, Italien           |
| Maserati                                           | 32                                | Peter Collins, Storbritannien     |
| Maserati                                           | 38                                | Horace Gould, Storbritannien      |
| Mercedes-Benz                                      | 2, 8, 10, 18                      | Juan Manuel Fangio, Argentina     |
| Mercedes-Benz                                      | 4                                 | André Simon, Frankrike            |
| Mercedes-Benz                                      | 4, 8                              | Hans Herrmann, Tyskland           |
| Mercedes-Benz                                      | 4, 8, 12, 14, 20                  | Karl Kling, Tyskland              |
| Mercedes-Benz                                      | 6, 8, 10, 12, 14, 16              | Stirling Moss, Storbritannien     |
| Mercedes-Benz                                      | 14, 50                            | Piero Taruffi, Italien            |
| Merz Engineering Inc (Kurtis Kraft-Offenhauser)    | 77                                | Walt Faulkner, USA                |
| Merz Engineering Inc (Kurtis Kraft-Offenhauser)    | 77                                | Bill Homeier, USA                 |
| Moss (Maserati)                                    | 22, 46                            | Lance Macklin, Storbritannien     |
| Moss (Maserati)                                    | 26                                | Peter Walker, Storbritannien      |
| Moss (Maserati)                                    | 38                                | Johnny Claes, Belgien             |
| Moss (Maserati)                                    | 40                                | John Fitch, USA                   |
| Murrell Belanger (Kurtis Kraft-Offenhauser)        | 99                                | Art Cross, USA                    |
| Pat Clancy (Kurtis Kraft-Offenhauser)              | 15                                | Jimmy Davies, USA                 |
| Pete Salemi (Trevis-Offenhauser)                   | 81                                | Shorty Templeman, USA             |
| Peter Schmidt (Kuzma-Offenhauser)                  | 44                                | Johnny Thomson, USA               |
| R N Sabourin (Pawl-Offenhauser)                    | 37                                | Eddie Russo, USA                  |
| R R C Walker (Connaught-Alta)                      | 36                                | Tony Rolt, Storbritannien         |
| R R C Walker (Connaught-Alta)                      | 36                                | Peter Walker, Storbritannien      |
| Racing Associates (Kurtis Kraft-Offenhauser)       | 22                                | Cal Niday, USA                    |
| Ray Crawford (Kurtis Kraft-Offenhauser)            | 49                                | Ray Crawford, USA                 |
| Rotary Engineering Corp (Kurtis Kraft-Offenhauser) | 29                                | Pat O'Connor, USA                 |
| Samuel W Traylor III (Kurtis Kraft-Offenhauser)    | 42                                | Al Keller, USA                    |
| South California Muffler Co (Epperly-Offenhauser)  | 33                                | Jim Rathmann, USA                 |
| T W & W T Martin (Kurtis Kraft-Offenhauser)        | 71                                | Al Herman, USA                    |
| Ted Whiteaway (HWM-Alta)                           | 24                                | Ted Whiteaway, Storbritannien     |
| Vanwall                                            | 18, 40                            | Mike Hawthorn, Storbritannien     |
| Vanwall                                            | 28, 30, 42                        | Harry Schell, USA                 |
| Vanwall                                            | 28, 44                            | Ken Wharton, Storbritannien       |

## Slutställning förare 1955
| Placering | Förare! Stall         | Konstruktör          | Poäng                    |       |
| --------- | --------------------- | -------------------- | ------------------------ | ----- |
| 1         | Juan Manuel Fangio    | Mercedes-Benz        |                          | 40    |
| 2         | Stirling Moss         | Mercedes-Benz        |                          | 23    |
| 3         | Eugenio Castellotti   | Lancia & Ferrari     |                          | 12    |
| 4         | Maurice Trintignant   | Ferrari              |                          | 11,33 |
| 5         | Nino Farina           | Ferrari              |                          | 10,33 |
| 6         | Piero Taruffi         | Mercedes-Benz        |                          | 9     |
| 7         | Bob Sweikert          | John Zink            | Kurtis Kraft-Offenhauser | 8     |
| 8         | Roberto Mières        | Maserati             |                          | 7     |
| 9         | Luigi Musso           | Maserati             |                          | 6     |
| 10        | Jean Behra            | Maserati             |                          | 6     |
| 11        | Karl Kling            | Mercedes-Benz        |                          | 5     |
| 12        | Jimmy Davies          | Pat Clancy           | Kurtis Kraft-Offenhauser | 4     |
| 13        | Tony Bettenhausen     | H A Chapman          | Kurtis Kraft-Offenhauser | 3     |
| 14        | Johnny Thomson        | Peter Schmidt        | Kuzma-Offenhauser        | 3     |
| 15        | Paul Frère            | Ferrari              |                          | 3     |
| 16        | Paul Russo            | H A Chapman          | Kurtis Kraft-Offenhauser | 3     |
| 17        | José Froilán González | Ferrari              |                          | 2     |
| 18        | Cesare Perdisa        | Maserati             |                          | 2     |
| 19        | Luigi Villoresi       | Lancia               |                          | 2     |
| 20        | Carlos Menditéguy     | Maserati             |                          | 2     |
| 21        | Umberto Maglioli      | Ferrari              |                          | 1,33  |
| 22        | Hans Herrmann         | Mercedes-Benz        |                          | 1     |
| 23        | Walt Faulkner         | Merz Engineering Inc | Kurtis Kraft-Offenhauser | 1     |
| 24        | Bill Homeier          | Merz Engineering Inc | Kurtis Kraft-Offenhauser | 1     |
| 25        | Bill Vukovich         | Lindsey Hopkins      | Kurtis Kraft-Offenhauser | 1     |

## Inofficiell slutställning konstruktörer 1955
Endast de fem bästa poängen från de sju loppen för den första bilen räknade.
| Placering | Konstruktör   | Poäng |
| --------- | ------------- | ----- |
| 1         | Mercedes-Benz | 40    |
| 2         | Ferrari       | 24    |
| 3         | Maserati      | 15    |
| 4         | Lancia        | 6     |